# Eddie Blazonczyk
Eddie Blazonczyk (ur. 12 lipca 1941 w Chicago, zm. 21 maja 2012 tamże) – amerykański muzyk polskiego pochodzenia, znany w Stanach Zjednoczonych wykonawca polki i lider zespołu The Versatones.
Urodził się w Chicago w rodzinie polskich górali. Jego rodzice występowali w zespole folklorystycznym Górale, gdzie Eddie zdobywał pierwsze muzyczne doświadczenia. Nim zaczął zajmować się polką i przed założeniem w Chicago studia „Bel-Aire Records” w roku 1963, Eddie Blazonczyk nagrywał utwory rockowe pod pseudonimem „Eddy Bell” w studiach Mercury Records i mniej znanym Lucky Four Records, obydwu zlokalizowanych w Chicago. Pierwsze nagrania należy zaliczyć do gatunku rockabilly, lub utworów komicznych. Płyta The Great Great Pumpkin, wydana jako „Lucky Four #1012”, to przypuszczalnie najbardziej znane jego nagranie. Często można je usłyszeć w radiu w okresie Halloween i jest poszukiwane przez kolekcjonerów ebonitowych płyt gramofonowych.
Album zespołu, zatytułowany Another Polka Celebration zdobył w roku 1986 nagrodę Grammy w kategorii „utwory etniczne”. Został także nagrodzony „National Endowment for the Arts”, wyróżnieniem dziedzictwa za rok 1998.
Eddie Blazonczyk i jego zespół często występowali na festiwalach Taste of Polonia w Chicago.

## Dyskografia
- Live and Kickin' (2001)
- Another Day At The Office (2000)
- Smokin’ Polkas (1999)
- Shakin’ not Stirred (1998)
- Holiday Favorites (1997)
- Greatest Hits-Vol 2 (1997)
- Music, Music, Music (1996)
- Polkatime-20 Of The Greatest Hits (1996)
- Better Than Ever (1995)
- Always, Forever And A Day (1994)
- A New Batch Of Polkas (1993)
- All American Polkas (1992)
- All Around The World (1991)
- Everybody Polka (1990)
- Good Ol’ Days (1989)
- 25th Anniversary Album (1988)
- Let’s Celebrate Again (1987)
- Another Polka Celebration (1986) (zwycięzca Grammy)
- A Polka Celebration (1985)
- Polka Fireworks (1984)
- Polka Thriller (1983)
- Custom Made Polkas (1982)
- Polka Medley Album (1982)
- Polka Music’s Here To Stay (1981)
- Polka Festival (1981)
- Hawaiian Polka Tour (1980)
- Polka Cruise (1980)
- More Honky Style Polkas Vol 3 (1979)
- Roaring Polkas (1978)
- Wide World Of Polkas (1977)
- Award Winning Polkas (1977)
- Polka Jamboree (1976)
- We Were Made For Each Other (1976)
- Polka Spotlite (1976)
- A Polka Christmas (1975)
- Polka Concert (1975)
- More Honky Style Polkas Vol 2 (1974)
- More Country Flavored Polkas Vol 2 (1974)
- Polka Hits (1973)
- Langer Sisters Meet Eddie Blazonczyk’s Versatones (1972)
- Country Flavored Polkas (1972)
- Honkey Style Polkas (1971)
- Polka Music Hall Of Fame (1971)
- Something A Little Bit Different (1970)
- America’s Most Wanted Polka Band (1969)
- Polkas A Plenty (1969)
- Poland European Tour (1968)
- Let’s Hear A Polka (1967)
- Polish Party (1967)
- Christmas Time (1966)
- Happy Polka Music (1966)
- Po Staro Krajsku- Old Country Style Vol 2 (1966)
- Polka Tour (1965)
- Musically Yours (1965)
- Po Staro Krajsku- Old Country Style (1964)
- Something New Just For You (1964)
- Here Come The Versatones (1963)
- Polka Parade (1963)